# Лаванда французька широколиста
Лаванда французька широколиста (лат. Lavandula latifolia) — рослина роду Лаванда з родини Глухокропивові, має лікувальні властивості.

## Синоніми
- Lavandula spica subsp. latifolia Bonnier & Layens [1894]
- Lavandula latifolia var. tomentosa Briq. [1895]
- Lavandula latifolia var. erigens (Jord. & Fourr.) Rouy [1909]
- Lavandula interrupta Jord. & Fourr. [1868]
- Lavandula inclinans Jord. & Fourr. [1868]
- Lavandula guinandii Gand. [1875]
- Lavandula erigens Jord. & Fourr. [1868]
- Lavandula decipiens Gand. [1875]
- Lavandula cladophora Gand.[2]

## Ботанічний опис

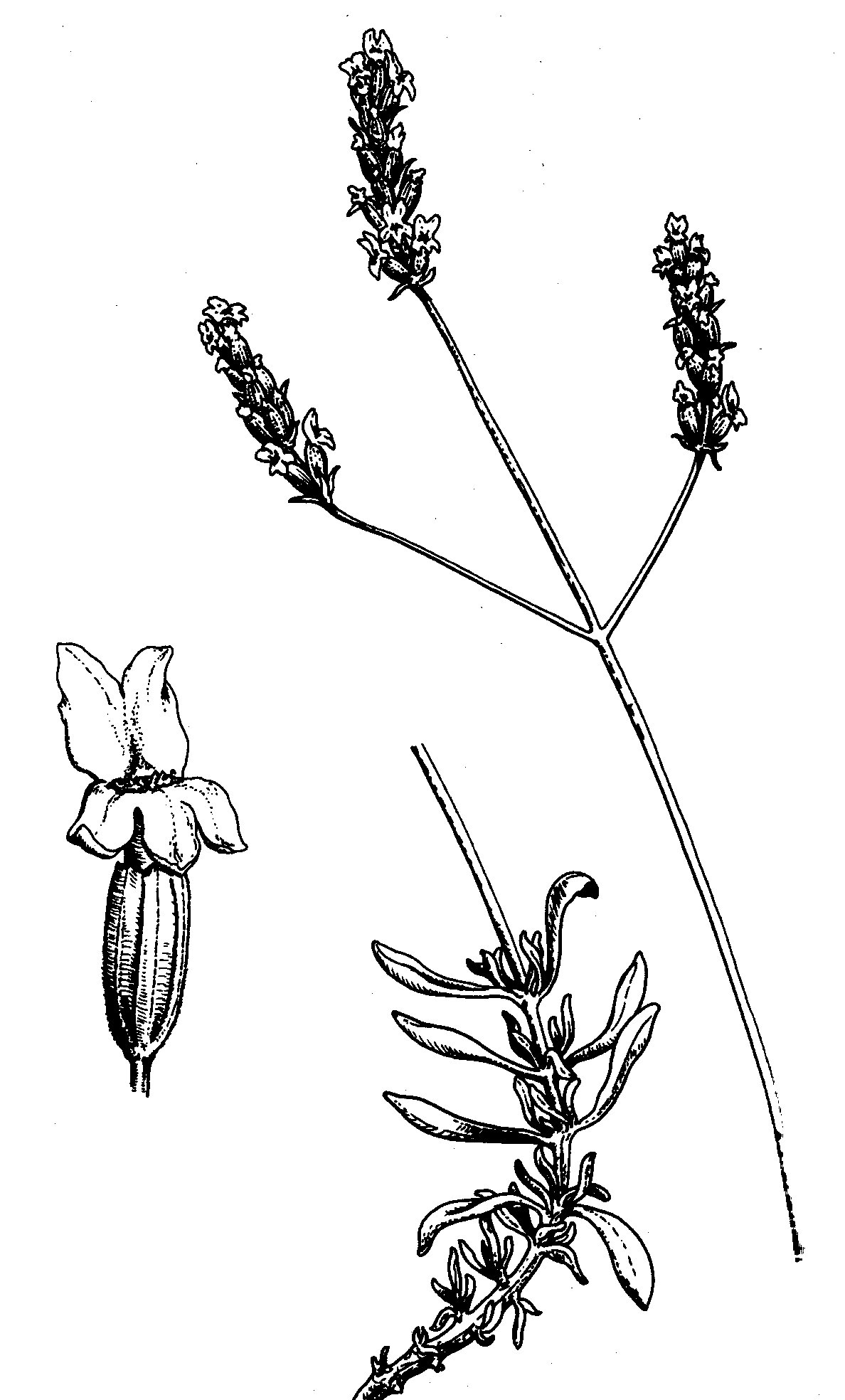
Будова лаванди широколистої (Ілюстрація з книги «Fleurs plantes et fruits», 1903)

Лаванда французька широколиста (Lavandula latifolia) зацвітає раніше інших видів. Її можна вирощувати в південніших зонах. Це високорослий кущ до 1,3 м заввишки.
Лаванда широколиста — ароматний вічнозелений чагарник.
Листя ланцетоподібне, від 3 до 6 см завдовжки і від 5 до 8 мм завширшки.
Квіти рослини сіро-блакитного кольору.

## Розповсюдження
У природі лаванда широколиста росте в гірських районах на півдні Франції, в Іспанії, а також у Північній Африці, Італії, колишній Югославії та у східних районах Середземномор'я.

## В кулінарії
Лавандою приправляють салати, соуси, грибні, овочеві і рибні супи, страви з овочів, смажену й тушковану баранину. Страви посипають порошком лаванди, як перцем. У США пряністю ароматизують зелений китайський чай, домашні напої та овочеві салати. У деяких країнах вона входить до складу трав'яних чаїв. Поєднується з чебрецем, м'ятою, мелісою, чабером, шавлією.